# 張雅
張 雅（ちょう が、生没年不詳）は、中国後漢時代末期の人物。無上将軍を自称した。

## 略歴
建安元年（196年）、孫策が王朗を追放して会稽郡を治めると、王朗は東治に逃げ込んだ。すると候官の長であった商升は、王朗のために孫策討伐の兵をおこした。その際に張雅は詹彊と共に商升に加担した。
そのため孫策は、永寧県長の韓晏を南部都尉の位を与え、商升を討伐させた。しかし、商升は韓晏を打ち破ったため、孫策は韓晏の代わりに賀斉を南部都尉とし、商升討伐に当らせた。すると商升は賀斉に畏れをなして降伏を願い出た。そのため、頭目の張雅や詹彊らはこれに不満を抱き、共謀して商升を殺害し、張雅は無上将軍を、詹彊は会稽太守を自称し、徹底抗戦の構えを見せた。賀斉は敵の勢いが盛んであったため、しばらくは軍を留め兵を休ませた。
そうするうちに張雅は自身の娘婿である何雄と対立する様になり、そこに賀斉は付け込み、山越たちを唆して内部抗争に発展させた。そして兵力によって両者が相手の出方を窺おうとするまでとなった。賀斉は、そうした様子を見定めた上で軍を進め、1度の戦いで張雅らを打ち破り、張雅や詹彊の一味は震え上がり、部下を引き連れて賀斉に降伏した。